# Qualitätsdimension
Die Qualitätsdimension lässt sich aus dem Teilgebiet der Qualitätsentwicklung definieren. Die meisten Qualitätsentwicklungsinstrumente beinhalten mehrere Qualitätsdimensionen, mit deren Hilfe verschiedene Unterkategorien im Qualitätsmanagement einzeln betrachtet werden können. Die Abfolge der Dimensionen, die aufgelistet wird, ist dabei unwichtig und hat keinen Einfluss auf das Vorgehen. Die verschiedenen Qualitätsdimensionsmodelle können für die Qualitätssicherung in vielen Bereichen angewendet werden, wie beispielsweise in der Wirtschaft oder der Medizin.

## Qualitätsdimensionen nach Garvin
Es gibt viele verschiedene Wege den Begriff Qualitätsdimension zu beschreiben. Aus diesem Grund existieren auch unterschiedliche Auffassungen des Begriffs. Jedoch zeigt sich, dass in allen erfassten Erläuterungen die Operationalisierung von Qualität recht ähnlich ist, da sie sich zum einen in ihrem Modell überschneiden und zum anderen zahlreiche Gemeinsamkeiten aufzeigen. Befasst man sich genauer mit den einzelnen Modellvorstellungen, so ist zu erkennen, dass jeder Autor einen anderen Schwerpunkt hat. Zudem gibt es auch unterschiedliche Verdichtungen und Auslassungen bezüglich des Modells.
Viele Autoren, unter anderem David A. Garvin und Robert Maxwell setzten sich explizit mit dem Begriff Qualitätsdimension auseinander. Dabei kam es im Jahre 1988 zur Veröffentlichung des Buches „Managing Quality: The Strategic and Competitive Edge“, welches vom US-Amerikaner Garvin erfasst wurde. Der Wirtschaftswissenschaftler beschreibt in seinem Buch unter anderem seine bekannten Auffassungen zum Begriff Qualität. Infolgedessen entwickelte er außerdem seine acht Dimensionen, die als Qualitätsdimensionen zusammengefasst werden. Diese Definition ist nicht nur für die Qualität von Produkten von großer Bedeutung, sondern sie spielt auch eine wesentliche Rolle bei der Qualität von Dienstleistung. Somit ist sie auf beiden Teilgebieten anwendbar.
Die 8 Dimensionen von Garvin beziehen sich auf die Gebiete: Leistung (Performance), Ausstattung (Features), Zuverlässigkeit (Reliability), Konformität (Conformance), Beständigkeit (Durability), Kundendienstfähigkeit (Serviceability), Ästhetik (Aesthetics) und Qualitätsimage (Perceived Quality).
Die acht Dimensionen werden im Folgenden beschrieben.

### Leistung (Performance)
In dieser Dimension werden der Umfang und die Funktionalität der Leistung beschrieben. Der Betrieb und die Nutzung eines Produktes sind die primären funktionellen Produktmerkmale. Vergleichbar ist das zum Beispiel mit der Leistung einer Küchenmaschine. Im Vergleich zu einer Dienstleistung wird hier auf die Sachgerechtigkeit der Erstellung einer Leistung und dessen Ziel auf die Kernleistung geachtet.

### Ausstattung (Features)
In der Dimension Ausstattung werden vor allem die Leistungen betrachtet, die besonders in deren Funktionalität sind. Diese werden als sekundäre Leistungsmerkmale zusammengefasst, die sich auf die primären Leistungsmerkmale ergänzend auswirken. Somit unterscheiden sie sich gegenüber der Dimension „Leistung“. Eine Ausstattung im Automobilbereich sind zum Beispiel Ledersitze.

### Zuverlässigkeit (Reliability)
Diese Dimension konzentriert sich auf die Zuverlässigkeit und Sicherheit eines Produktes bei seiner Verwendung. Es macht außerdem deutlich, wie hoch die Wahrscheinlichkeit ist, dass das Produkt in einem bestimmten Zeitraum funktionsuntüchtig ist. In Bezug auf die Dienstleistungen werden die einzelnen Störungen und Fehler innerhalb des Prozesses betrachtet.

### Konformität (Conformance)
Die Konformität beschreibt, wie stark die Merkmalswerte mit den zuvor eingestellten Anforderungen übereinstimmen. Falls die Merkmale nicht den festgelegten Anforderungen entsprechen, ist der Grad an Übereinstimmung klein. Es wird darauf geachtet, ob die gewünschten Normen eingehalten wurden oder es zu einigen Abweichungen kam. Außer den Normen werden ebenfalls Anforderungen, die übergeordnet, berufsspezifisch oder einrichtungsintern sind, in Bezug genommen. Übergeordnete Anforderungen wären z. B. Gesetze und Richtlinien. Anforderungen, die berufsspezifisch sind wären z. B. Leitlinien oder Standards. Zu den einrichtungsinternen Anforderungen zählen z. B. die Unternehmensziele und Verfahrensanweisungen dazu.

### Beständigkeit (Durability)
Diese Dimension verdeutlicht die Haltbarkeit bzw. Lebensdauer eines Produktes bis zum endgültigen Verbrauch. Im Bereich der Dienstleistungen werden andere Parameter in Betracht genommen bzw. vorangezogen. Hier werden die Ergebnisse der Dienstleistungen auf Dauerhaftigkeit geprüft. Diese können sich im Laufe der Zeit an bestimmte ändernde Zustände anpassen oder bestehen bleiben. Diese Dimension weist eine naheliegende Gemeinsamkeit mit der prozessbezogenen „Zuverlässigkeit“ auf.

### Kundendienstfähigkeit (serviceability)
Diese Art von Dimension achtet sowohl auf die Erhaltung von Produkten als auch auf die Reparatur. Wird diese Dimension an Dienstleistungen angewendet, so stehen Servicefreundlichkeit und Nachbetreuung im Vordergrund. Zu der Nachbetreuung zählen die Kompetenz und die Geschwindigkeit. Zu der Servicefreundlichkeit gehört beispielsweise die Höflichkeit.

### Ästhetik (Aesthetics)
In der Ästhetik geht es um die Schönheit. Somit beschreibt diese Dimension das äußere Erscheinen von Produkten und Dienstleistungen. Es handelt sich hierbei um das Aussehen eines Produktes. Ebenfalls werden der Geschmack und der Geruch eines Produktes in Bezug genommen. Demzufolge spricht das Endprodukt oder das Produkt während der Leistungserstellung die Sinnesorgane an. Diese Dimension zeigt eine dichte Zusammensetzung mit der letzten Dimension „Qualitätsimage“ von Garvin.

### Qualitätsimage (Perceived Quality)
In diesem Zusammenhang nimmt der Kunde die Qualität des Produktes oder der Dienstleistung wahr. Es gibt zahlreiche Einflussfaktoren bezüglich der Wahrnehmung eines Produktes wie z. B. die Erfahrung des Kunden oder deren Einstellungen gegenüber dem Produkt. Ebenfalls beeinflusst das Image die Wahrnehmung von Kunden bzw. Nutzergruppen unterschiedlicher Art.

## Qualitätsdimensionen nach Maxwell

### Hintergrund
Robert J. Maxwell arbeitete als chief executive officer im King Edward’s Hospital Fund in London. Er entwarf 1984 ein Qualitätsmodell, welches vor allem Einsatz in der Medizin finden sollte. Er ist der Meinung, dass die Qualitätskontrolle einem standardisierten Ansatz folgen sollte.
Im Unterschied zu anderen Modellen bezieht sich Maxwell nicht nur auf die Mikroqualität, also ausschließlich auf die betriebswirtschaftlichen Aspekte, sondern auch auf die Makroqualität. Diese beachtet auch volkswirtschaftliche und gesellschaftliche Aspekte, daher findet sie heute in vielen medizinischen Entwicklungsprozessen Anwendung. Beispielsweise nutze die US-amerikanische Qualitätsinitiative Joint Commission on Accreditation of Healthcare Organizations (JCAHO) dieses Modell als Vorbild.

### Die sechs Qualitätsdimensionen nach Maxwell
Maxwell bezieht sich in seiner Arbeit auch auf die Qualitätsdimensionen nach Donabedian, da dieser bereits – im Vergleich zu allgemeineren Modellen – die zwischenmenschlichen und verbraucherorientierten Aspekte miteinbezog. Unter Beachtung dieser Aspekte entwarf Maxwell ein Modell, das sechs Qualitätsdimensionen beinhaltet. Dabei sollen die Dimensionen einzeln betrachtet werden:
- Zugänglichkeit (Access to services): In dieser Dimension wird die bedarfsorientierte Verfügbarkeit betrachtet. Dabei spielt vor allem die Entfernung (z. B. Erreichbarkeit der Versorgung), Zeit (z. B. Wartezeiten) und die Finanzierbarkeit der Versorgung eine wichtige Rolle.[6]

- Relation zu Bedürfnissen (Relevance to need (for the whole community)): Dies ist eine der Dimensionen, die in anderen Modellen noch nicht betrachtet wurde.[7] Die erbrachte Leistung muss auf die individuellen Patientenbedürfnisse ausgerichtet sein, zudem soll die Relevanz und Angemessenheit der Leistung betrachtet werden. Dies beinhaltet beispielsweise, ob die Behandlung nach dem aktuellsten Wissensstand durchgeführt wird.[8][9] Allerdings besteht dabei die Gefahr, dass ein erhöhter Arbeitsaufwand des Personals benötigt wird, der unter Umständen nicht bereitgestellt werden kann.[10]

- Effektivität (Effectiveness (for individual patients)): Die Effektivität betrachtet die Resultate der Behandlung unter Aspekten der technischen Qualität und Evidenzbasierung. Dazu gehört beispielsweise, ob das Ziel erreicht wurde und die bestmögliche Leistung dabei erbracht wurde.

- Gleichheit (Equity (fairness)): Auch diese Dimension wurde in früheren Modellen der Qualitätssicherung noch nicht integriert.[11] Unter der Gleichheit wird vor allem die Gleichbehandlung aller Patienten verstanden, ohne Diskriminierungen. Dazu wird betrachtet, ob die erbrachten Leistungen immer den notwendigen Bedürfnissen entsprechen (gleiche Leistungen bei gleichen Bedürfnissen).[12][13] Vor allem diese Dimension führte dazu, dass bei Verbesserungen des Qualitätsmanagements im Gesundheitswesen die Patientenbedürfnisse in den Vordergrund gestellt werden.

- Soziale Akzeptanz (Social acceptability): Hier geht es um die Berücksichtigung humaner Aspekte bei der Leistungserbringung, wie die Beachtung der Privatsphäre und Rücksichtnahme auf die individuellen Wünsche des Patienten.

- Effizienz (Efficiency and economy): In dieser Dimension geht es darum, das bestmögliche Ergebnis mit möglichst niedrigem Aufwand hinsichtlich Kosten und Arbeit zu erreichen. Hierbei steht also eine ökonomische Handlungsweise im Vordergrund.

Mit diesen sechs Dimensionen will Maxwell erreichen, dass Qualität zwar als Ganzes betrachtet wird, jedoch eine bessere Analyse durch Evaluierungsprozesse in verschiedenen Bereichen ermöglicht wird. In seinem Artikel „Quality assessment in health“ stellt er dies klar:
„… keep it simple, while providing a framework within which the quality of care may be studied, discussed, protected, and improved.“
Zusätzlich weist Maxwell darauf hin, dass die Dimensionen nicht zu wörtlich verstanden werden sollten, sondern eher als Orientierung und Anfangspunkt dienen sollen, um beispielsweise die Erstellung neuer Konzepte zu erleichtern. Vor allem soll darauf geachtet werden, dass bei der Qualitätssicherung sowohl die Aspekte der Individuen als auch die der Gemeinschaft berücksichtigt werden.
Auch wenn die Aufteilung in sechs verschiedene Dimensionen vorteilhaft für genauere Analysen ist, so ergeben sich auch gewisse Nachteile. Zum einen überlappen sich manche Dimensionen, was dazu führt, dass einige Evaluationskriterien in mehreren Dimensionen auftauchen. Zum anderen können die Beurteilungen in Dimensionen wie Gleichheit und sozialer Akzeptanz subjektiv ausfallen.

### Anwendungsbeispiele
Das Modell der sechs Qualitätsdimensionen nach Maxwell fand in einigen Bereichen der Medizin und Gesundheitsversorgung Anwendung, beispielsweise bei der Organisation von Patientenentlassungen, dem allgemeinen Qualitätsmanagement auf Intensivstationen oder bei der Entwicklung von Audits. Letzteres wird im Folgenden ausführlicher beschrieben.
Die Kommission des Audits fasste bei der Entwicklung eines Konzepts allerdings die Dimensionen der Zugänglichkeit und der Gleichheit zusammen, mit der Begründung, dass die meisten Probleme in der Gleichbehandlung auf fehlender Zugänglichkeit basieren. In diesem Fall akzeptierte Maxwell dies, jedoch betonte er, dass diese Dimensionen trotz einiger Überschneidungen nicht immer zusammengefasst werden könnten. Auch wenn die Einteilung in die einzelnen Dimensionen nicht immer klar differenzierbar ist, so geht es vor allem darum, die Qualität nicht nur als ein großes Ganzes zu sehen. Dies beschreibt Maxwell folgendermaßen:
„The root idea is that the recognition of multidimensionality makes it far more possible to see where any specific criterion fits into a comprehensive, rounded view of quality.“
Durch die Aufteilung in die einzelnen Dimensionen war es einfacher zu erkennen, auf welche Bereiche Fokus gelegt werden sollte, um das Qualitätsmanagement zu verbessern. So entschieden sie sich dazu, vor allem die technische Qualität und Individualität der Patienten in den Vordergrund zu stellen, dies entspricht den Dimensionen der Effektivität und sozialen Akzeptanz. Gleichzeitig gerieten die anderen Aspekte der Qualität nicht in Vergessenheit.

### Regeln zur Umsetzung von Qualität
Zusätzlich zu den sechs Qualitätsdimensionen benannte Maxwell einige Jahre später acht Regeln, die bei der Umsetzung von Qualität nötig sind:
- 1. Engagement der Mitarbeiter, um bestmögliche Leistungen zu erreichen
- 2. Umsetzung von guten Ideen in Taten, diese können auch in kleinen Schritten umgesetzt werden
- 3. Betonung auf Teamarbeit, da in allen Bereichen eine Kombination verschiedener Fähigkeiten und Fertigkeiten benötigt wird
- 4. systematische Eliminierung von Hindernissen und Leistungsmängeln
- 5. Erkenntnis, dass jede Arbeit Verantwortung erfordert, dazu gehört sowohl eine gute Ausführung als auch eine kontinuierliche Verbesserung der Leistungen.
- 6. Durchführung von Interventionen auf Basis von Konzepten wie beispielsweise der sechs Dimensionen
- 7. Entwicklung von Systemen zur Erfassung von Prozessoptimierungen
- 8. Betrachtung von Qualitätsinitiativen in einem größeren, systematischen Kontext[20]